# Wiwi (Niger)
Wiwi (auch: Oui Oui, Wi-Wi) ist ein Dorf in der Landgemeinde Gouchi in Niger.

## Geographie
Das von einem traditionellen Ortsvorsteher (chef traditionnel) geleitete Dorf befindet sich rund 13 Kilometer südwestlich des Hauptorts Gouchi der gleichnamigen Landgemeinde, die zum Departement Dungass in der Region Zinder gehört. Zu den Siedlungen in der näheren Umgebung von Wiwi zählen Karida im Norden, Bakafa im Nordwesten, Jambirdji im Süden und Marékou im Südwesten.
Wiwi hat den Charakter einer Oase. Die in einer Niederung beim Dorf gelegene bewaldete Fläche Kwarin Wiwi steht unter Naturschutz. Es herrscht das Klima der Sahelzone vor, mit einer durchschnittlichen jährlichen Niederschlagsmenge zwischen 300 und 400 mm.

## Bevölkerung
Bei der Volkszählung 2012 hatte Wiwi 499 Einwohner, die in 72 Haushalten lebten. Bei der Volkszählung 2001 betrug die Einwohnerzahl 358 in 65 Haushalten.
Die Bevölkerungsdichte in diesem Gebiet ist mit über 100 Einwohnern je Quadratkilometer hoch.

## Wirtschaft und Infrastruktur
Das Gebiet der Ebenen im Süden der Region Zinder, in dem Wiwi liegt, ist von einer anhaltenden Degradation der ackerbaulichen Flächen gekennzeichnet, die mit der hohen Bevölkerungsdichte in Zusammenhang steht. Es gibt eine Schule im Dorf. Die 89,5 Kilometer lange Landstraße RR7-003 zwischen dem Gemeindehauptort Gouchi und Bandé führt durch Wiwi.